# Dicasteri
Dicasteri (del grec δικαστήριον: ''jutjat de dret', de δικάστης: 'jutge' / 'jurat') és un italianisme usat en l'ambit administratiu de l'Estat de la Ciutat del Vaticà s'utilitza per referir-se als departaments de la Cúria Romana.
A part del secretari d'estat (el secretariat del Papa), aquests dicasteris s'agrupen en les categories següents:
1. Congregacions, encapçalat per un prefecte, que és més freqüentment un cardenal:

- Congregació de la doctrina de la Fe
- Congregació de les esglésies orientals
- Congregació per a la veneració divina i la disciplina dels sagraments
- Congregació per les causes dels sants
- Congregació pels bisbes
- Congregació per a l'evangelització de la població
- Congregació per al clergat
- Congregació per a instituts de vida sagrada i societats de vida apostòlica
- Congregació per a l'educació catòlica (per a Seminaris i Centres d'Ensenyament)

Pel que fa a la gestió penitenciària, penal i judicial el dicasteri disposa:
- Presó Apostòlica encapçalada pel Comandant de Presó, per al "fòrum intern" (qüestions de consciència, absolució de censura).
- Tribunal Suprem de la Signatura Apostòlica, encapçalat pel Prefecte
- Tribunal de la Rota, encapçalat pel Degà, que els casos de jutges com aquells portaven demostrar la nul·litat d'un matrimoni
- Consells pontificis, cadascun encapçalat per un president
- Consell  Pontifici per a la unió cristiana
- Consell Pontifici per a la família
- Consell Pontifici per a la justícia i la pau
- Consell Pontifici d'un sol cor (per la promoció humana)
- Consell Pontifici per la cura pastoral d'immigrants i itinerants
- Consell Pontifici per l'ajuda pastoral a treballadors d'assistència sanitària
- Consell Pontificil per la interpretació de texts legislatius
- Consell Pontifici per un diàleg interreligiós
- Consell Pontifici per la cultura
- Consell Pontificil per comunicacions socials.

També resulta d'interès:
1. Altres:

- Cambra Apostòlica encapçalat pel camarlenc
- Administració del patrimoni
- Prefectura Pels  De La Santa Seu
- Prefectura De La Casa Papal (sovint referit a ella com l'Audiència)
- Oficina per a les litúrgiques d'estadística Central de l'església
- Comissions papals, de les que destaquem:
  - Comissió Pontifícia per al patrimoni de l'església
  - Comissió Pontifícia per a l'arqueologia sagrada
  - Comissió Bíblica Pontifical
  - Comissió Pontifícia Ecclesia dei
  - Comissió Pontifícia per l'estat de Ciutat del Vaticà

Les comissions es classifiquen sovint no com a parts integrals de la Cúria Romana però si com a associades.
D'una manera similar trobem els Arxius Secrets Del Vaticà i la Biblioteca Apostòlica Del Vaticà que també estan connectats amb la Santa Seu.